# Julija Lewoczkina
Julija Lewoczkina (ros. Юлия Левочкина, ur. 29 marca 1990 w Krasnojarsku) – rosyjska wspinaczka sportowa specjalizowała się we wspinaczce na szybkość oraz w klasycznej. Mistrzyni świata we wspinaczce na szybkość z 2012. Wielokrotna rekordzistka świata w szybkości wspinania się na standardowej ścianie wspinaczkowej o wysokości 15 m.

## Kariera sportowa
W 2012 na mistrzostwach świata we wspinaczce sportowej w Paryżu w konkurencji na szybkość zdobyła złoty medal, a na mistrzostwach Europy we francuskim Chamonix w 2013 wywalczyła brązowy medal.
Uczestniczka World Games w Cali w 2013, gdzie zajęła 5. miejsce we wspinaczce na szybkość. Wielokrotna uczestniczka prestiżowych, elitarnych zawodów wspinaczkowych Rock Master we włoskim Arco, dwukrotna srebrna medalistka: z 2010 oraz z 2014 roku.
Rekordy świata
- 8,33 – Puchar Świata 2012 – Paryż (FRA) – 15 września 2012(dts)[2]
- 8,53 –  Puchar Świata 2012, Chamonix (FRA) – 12 lipca 2012(dts)[2]

## Osiągnięcia

### Puchar Świata
| Konkurencje      | 2010 | 2012 |
| Wsp. na szybkość | 1    | 2    |

### Mistrzostwa świata
| Konkurencje      | 2009 | 2011 | 2012 | 2014 |
| Wsp. na szybkość | 6    | 8    | 1    | 12   |

### World Games
| Konkurencje      | 2013 |
| Wsp. na szybkość | 5    |

### Mistrzostwa Europy
| Konkurencje      | 2008 | 2010 | 2013 | 2015 |
| Wsp. na szybkość | 10   | 12   | 3    | 6    |

### Rock Master
| Konkurencje      | 2010 | 2012 | 2013 | 2014 |
| Wsp. na szybkość | 5    | 2    | 8    | 2    |